# Amanda Burton
Amanda Burton (Derry, 10 ottobre 1956) è un'attrice britannica.

## Filmografia parziale

### Cinema
- Bronson, regia di Nicolas Winding Refn (2008)
- Body of Water, regia di Lucy Brydon (2020)

### Televisione
- Brookside - serie TV, 147 episodi (1982-1985)
- Boon - serie TV, 14 episodi (1987-1989)
- Peak Practice - serie TV, 36 episodi (1993-1995)
- Scomparsa (Forgotten) - miniserie TV, 3 episodi (1999)
- The Whistle-Blower - film TV (2001)
- Helen West - serie TV, 3 episodi (2002)
- Pollyanna - film TV (2003)
- The Commander - film TV (2003)
- Waterloo Road - serie TV, 28 episodi (2010-2011)
- The Level - serie TV, 6 episodi (2016)
- White House Farm - serie TV, 3 episodi (2020)
- Marcella - serie TV, 8 episodi (2020)
- Anne Boleyn - serie TV, 3 episodi (2021)
- Testimoni silenziosi (Silent Witness) - serie TV, 61 episodi (1996-2022)

## Premi
- National Television Awards
  - 1998: "Most Popular Actress" (Testimoni silenziosi)
  - 1999: "Most Popular Actress" (Testimoni silenziosi)
  - 2001: "Most Popular Actress" (Testimoni silenziosi)
- TV Quick Awards
  - 1999: "Best Actress" (Testimoni silenziosi)